# Крістоффер Гаральдсейд
Крістоффер Гаральдсейд (норв. Kristoffer Haraldseid, нар. 17 січня 1994 Гаугесунн, Норвегія) — норвезький футболіст, захисник клубу «Молде».
Колишній гравець молодіжної збірної Норвегії.

## Клубна кар'єра

### «Гаугесун»
Крістоффер Гаральдсейд народився у місті Гаугесунн. У 2011 році він дебютував у місцевому однойменному клубі, який виступав у Тіппелізі. За вісім сезонів, проведених у клубі Гаральдсейд став гравцем основи і провів за команду понад 150 матчів.

### «Молде»
У лютому 2019 року було анонсовано, що Гаральдсейд підписав чотирирічний контракт із клубом «Молде». 29 вересня у матчі проти «Ліллестрема» Гаральсейд зіграв свою двохсоту гру в Елітесеріен. У першому сезоні в клубі футболіст здобув титул чемпіона країни.

## Збірна
З 2010 року Гаральдсейд грав за збірні різних вікових категорій. У період з 2013 по 2016 роки він зіграв 26 матчів у складі молодіжної збірної Норвегії.

## Досягнення
- Чемпіон Норвегії (2):

«Молде»: 2019, 2022
- Володар Кубка Норвегії (1):

«Молде»: 2021-22